# Dama przy oknie
Dama przy oknie – obraz olejny autorstwa Władysława Czachórskiego, namalowany około roku 1875. Obecnie dzieło znajduje się w zbiorach Muzeum Narodowego w Poznaniu.